# Kirvesjärvi (sjö i Pieksämäki, Södra Savolax)
Kirvesjärvi är en sjö i kommunen Pieksämäki i landskapet Södra Savolax i Finland. Sjön ligger 125,1 meter över havet. Den är 16,17 meter djup. Arean är 77 hektar och strandlinjen är 9,77 kilometer lång. Sjön  ingår i Kymmene älvs huvudavrinningsområde.   Den ligger omkring 73 kilometer norr om S:t Michel och omkring 260 kilometer norr om Helsingfors. 